# Synergetic Matches
Synergetic Matches ist ein Musikalbum von Elisabeth Harnik und Udo Schindler. Die im Oktober 2023 live in Schindlers Heimatstandort, Atelier & Studio Schindler, entstandenen Aufnahmen erschienen am 16. August 2024 auf dem Label Klanggalerie.

## Hintergrund
Synergetic Matches ist (anders als in den Liner Notes vermerkt) das dritte Album, das in Zusammenarbeit von Elisabeth Harnik mit dem in Krailing ansässigen deutschen Holzbläser Udo Schindler entstand, nach ihrem Duo-Album Empty Pigeonhole (Creative Sources, 2013) und Schindlers Duett-Album mit verschiedenen Pianistinnen (neben Harnik Claudia Ulla Binder, Masako Ohta, Lisa Ullén und Katharina Weber), Botenstoffe (Confront, 2017). Schindler bevorzugt das frei improvisierende Duo-Format und hat zuvor mit Improvisatoren wie Jaap Blonk, Olaf Rupp und Paul Rogers zusammengearbeitet.
Das Cover-Artwork von Manuela Müller zeigt Auszüge aus dem Essay «Störungen» der deutschen Schriftstellerin Esther Kinsky, „die charakterisiert, was eine Störung ist und wie wir mit diesem negativ besetzten Wort so umgehen können, dass sich ungeahnte Denkräume eröffnen“.

## Titelliste
- Elisabeth Harnik & Udo Schindler: Synergetic Matches (Klanggalerie GG475)[1]

1. Synergetic Match #1 8:02
2. Synergetic Match #2 7:19
3. Synergetic Match #3 6:37
4. Synergetic Match #4 6:25
5. Synergetic Match #5 5:32
6. Synergetic Match #6 6:34

## Rezeption
Bereits der Titel des Albums würde die enge, anregende Dynamik von Schindler und Harnik perfekt einfangen, meinte Eyal Hareuveni, der das Album in Salt Peanuts besprach. Das Album würde sechs kontemplative Dialoge bieten, die sich die auf komplizierte Architektur von Klängen und Texturen konzentrieren und dabei oft erweiterte Techniken verwenden würden – Harnik spiele im Inneren des Klaviers mit Objekten und verwandle das Klavier in ein Schlaginstrument, während Schindler resonante, ätherische Klangfarben der Klarinettenfamilie und des Althorns erforsche. Das Duo strukturiere diesen Auftritt als dramatische Erzählung, die die Unterscheidung zwischen Free Jazz, freier Improvisation und zeitgenössischer Musik verwische und dabei Schindlers Fähigkeiten als Regisseur, Schauspieler und Komponist für das Theater nutze.